# Nike Apache
O Nike Apache foi um Foguete de sondagem de dois estágios usado pela NASA para levar instrumentos à atmosfera superior. O Nike Apache foi lançado 636 vezes entre 1961 e 1978. Ele se tornou popular devido ao seu baixo custo (US$ 6.000,00) e possibilidade de ser lançado de vários locais sem muita infra estrutura.
O Nike Apache foi usado para levar vários instrumentos diferentes para estudo de uma ampla gama de assuntos, incluindo: rádio astronomia, meteorologia, Aeronomia, condições atmosféricas, física de plasma e física solar. A NASA efetuou lançamentos com ele do Brasil, Canadá, India, Noruega, Paquistão, Espanha, Suriname, Suécia, vários pontos dos Estados Unidos e do navio USS Croatan (CVE-25). O peso máximo da carga útil era de 36 kg e a altitude máxima era de cerca de 200 km.
A configuração Nike Apache foi usada também como foguete alvo no programa MQR-13 BMTS.